# Chris Steele (réalisateur)
Pour les articles homonymes, voir Steele.
Chris Steele est un acteur et réalisateur américain de films pornographiques homosexuels.

## Biographie
D'abord acteur pornographique, il écrit des scénarios pour des films de Chi Chi LaRue produits par Falcon Entertainment. Lorsque Chi Chi LaRue, qui devait réaliser Taking Flight, tombe malade, il est choisi pour tourner son propre scénario. Le film, sorti en vidéo en 2004, a du succès et lance la prolifique carrière de réalisateur de Chris Steele.
En 2006, il quitte les studios Falcon pour Jet Set Productions.

## Vidéographie
Comme acteur
- 1999 : Trust Me de John Travis, avec Blake Harper
- 1999 : Czech Point de John Travis, avec Michael Brandon, Pavel Novotny
- 1999 : Steele Ranger de Chi Chi LaRue
- 2000 : Heat de Bruce Cam, avec Blake Harper
- 2001 : Cops Gone Bad de J. D. Slater et Chris Ward, avec Michael Brandon
- 2002 : Deep South: The Big and the Easy, Part 1 de Chi Chi LaRue et John Rutherford, avec Matthew Rush, Tommy Brandt, Chad Hunt
- 2004 : In Bed with de Chi Chi LaRue, avec Johnny Hazzard, Collin O'Neal

Comme réalisateur
- 2001 : Steele Pole coréalisé avec Slawek Starosta
- 2004 : Taking Flight, avec Matthew Rush, Dean Monroe, Árpád Miklós
- 2005 : The Velvet Mafia 1
- 2005 : The Velvet Mafia 2
- 2006 : Big Dick Club, avec Pierre Fitch, Roman Heart, Jason Crew
- 2006 : Spokes III, avec Jeremy Hall, Ralph Woods
- 2006 : Dripping Wet, avec Roman Heart
- 2007 : On Fire! coréalisé avec Chad Donovan, avec Dean Phoenix, Jesse Santana
- 2008 : Hung Country for Young Men
- 2010 : Jersey Score (parodie de Jersey Shore)
- 2010 : Getting Levi's Johnson
- 2010 : Police Academy Gangbang, avec Topher DiMaggio
- 2011 : To Fuck a Predator, avec Topher DiMaggio
- 2011 : Anthony's Weener, avec Angel Rock, Ricky Sinz
- 2014 : Uppercut, avec Topher DiMaggio

## Récompenses
- GayVN Awards 2003 : meilleure scène sexuelle avec Michael Soldier dans Cops Gone Bad[3]
- Grabby Awards 2004 : Wall of Fame[4]
- GayVN Awards 2009 : Hall of Fame[5]
- Grabby Awards 2011 : meilleur scénario pour Getting Levi's Johnson[6]